# Terminalia macrostachya
Terminalia macrostachya är en tvåhjärtbladig växtart som först beskrevs av Paul Carpenter Standley, och fick sitt nu gällande namn av Alwan och Stace. Terminalia macrostachya ingår i släktet Terminalia och familjen Combretaceae. Inga underarter finns listade i Catalogue of Life.